# Antechinus minimus
Antechinus minimus är en pungdjursart som först beskrevs av É. Geoffroy Saint-Hilaire 1803. Antechinus minimus ingår i släktet pungspetsekorrar och familjen rovpungdjur. IUCN kategoriserar arten globalt som livskraftig. Inga underarter finns listade.
Artepitetet i det vetenskapliga namnet är det latinska ordet minimus (minst). Arten listades ursprunglig som minsta art i släktet pungmårdar. I släktet pungspetsekorrar är den en av de större arterna.
Pungdjuret förekommer i södra Australien, på Tasmanien och på några mindre öar i samma region. Habitatet utgörs av skogar, gräsmarker och strandlinjer med ormbunkar och halvgräs.